# (20410) 1998 QM51
A (20410) 1998 QM51 a Naprendszer kisbolygóövében található aszteroida. A LINEAR projekt keretében fedezték fel 1998. augusztus 17-én.